# Kōki Tsukagawa
Kōki Tsukagawa (塚川 孝輝 Tsukagawa Kōki?, Hiroshima, 16 de julio de 1994) es un futbolista japonés que juega como centrocampista en el Mito HollyHock de la J2 League.

## Trayectoria

### Clubes
| Club                       | País  | Año       |
| -------------------------- | ----- | --------- |
| Fagiano Okayama            | Japón | 2017-2018 |
| Matsumoto Yamaga F. C.     | Japón | 2019-2020 |
| FC Gifu (cedido)           | Japón | 2019      |
| Kawasaki Frontale          | Japón | 2021-2022 |
| F. C. Tokyo                | Japón | 2022-     |
| Kyoto Sanga F. C. (cedido) | Japón | 2024      |
| Mito HollyHock (cedido)    | Japón | 2025-     |

## Palmarés

### Títulos nacionales
| Título             | Club              | País  | Año  |
| ------------------ | ----------------- | ----- | ---- |
| Supercopa de Japón | Kawasaki Frontale | Japón | 2021 |
| J1 League          | Kawasaki Frontale | Japón | 2021 |